# Rodolfo Graziano
Rodolfo Graziano, conocido también como «Fito» Graziano (Argentina, 5 de marzo de 1931) es un actor, director y profesor de teatro argentino, con una extensa carrera artística. 

## Biografía
Cursó en el Instituto Nacional de Estudios de Teatro donde egresó del Seminario dramático. Ejerció como profesor del Colegio Pío IX y fue miembro del Instituto Cosal. Tuvo a su cargo la dirección de destacados espectáculos teatrales, entre los que cabe recordar al Fausto de Goethe, Macbeth de Shakespeare, Pigmalión de Bernard Shaw y La importancia de llamarse Ernesto de Oscar Wilde, entre otras obras clásicas. También dirigió la puesta en escena en el Teatro Colón de las óperas Falstaff de Verdi, El caso Maillard de Roberto García Morillo y La zapatera prodigiosa de Juan José Castro. 
Otras obras dirigidas por Graziano fueron El jardín de los cerezos , de Chejov; Tovaritch de Jacques Duval; Crónica de un secuestro, de Mario Diament; Un guapo del 900, de Samuel Eichelbaum; Medea  y Orestes de Eurípides; Bernarda Alba... y algo más de Federico García Lorca; Ondina y La loca de Chaillot de Jean Giraudoux; El abanico, Los chismes de las mujeres, Los rústicos de Goldoni; Martín Fierro de José Hernández; Las de Barranco, ¡Jettatore! de Gregorio de Laferrère; Así es la vida, de Arnaldo Malfatti y Nicolás de las Llanderas; El enfermo imaginario y El burgués gentilhombre de Molière; Camille de Pam Gens; Esta noche se improvisa y Seis personajes en busca de autor de Pirandello; Fedra, de Racine, Los Mirasoles de Julio Sánchez Gardel; Sueño de una noche de verano, Hamlet,  Romeo y Julieta, de Shakespeare; Un dúo inolvidable y El último de los amantes ardientes de Neil Simon; Edipo Rey, Edipo en Colono, de Sófocles; El conventillo de la Paloma, Tu cuna fue un conventillo, de Alberto Vacarezza  y Hoy ensayo hoy  de varios autores.
Fue director del Teatro Nacional Cervantes durante 8 años y fundó y dirigió varios teatros independientes, como Agón, Teatro de la ciudad, A.Ta.Fi y, en especial el Taller de Garibaldi” y dictó numerosos talleres para actores. Actuó y dirigió en España, Italia e Inglaterra.
Bajo su dirección actuaron, entre otros, Alfredo Alcón, Santiago Bal, Jorge Barreiro, Rodolfo Bebán, Nelly Beltrán, Thelma Biral, Mirta Busnelli, María Concepción César, Irma Córdoba, Andrea Del Boca, Daniel de Mendoza, Norman Erlich, Daniel Fanego, Eva Franco, María Rosa Gallo, Claudio García Satur, Santiago Gómez Cou, Lydia Lamaison, Raúl Lavié, Mirtha Legrand, Onofre Lovero, Elena Lucena, Leonor Manso, Iris Marga, Jorge Marrale, Jorge Mayor, Hugo Midón y Osvaldo Miranda, Beatriz Taibo, Tania, Juan Carlos Thorry, Lolita Torres y Tincho Zabala.

## Radio y televisión
Dirigió Las dos carátulas por Radio Nacional por ocho años y entre 1964 y 1977 tuvo la dirección televisiva del programa educativo Telescuela Técnica así como e diversos programas artísticos. También dirigió los programas Teatro para oír por Radio Municipal y, por Radio Nacional, Nunca es tarde -por el que recibió el Premio San Gabriel-  y El mundo y usted; por este último programa fue galardonado con el Premio San Gabriel (1968), Premio Ondas de España, Certamen Internacional (1968), Premio Gobernador de la Metrópoli de Tokio organizado por la NHK en Japón (1969) y Premio Especial de Tokio (1970).

## Premios y distinciones
Otras distinciones recibidas que pueden mencionarse son el Premio del Fondo Nacional de las Artes, premio Molière al mejor director de teatro por la puesto de Ondina (1975), Quinquela de Oro, Premio Talía al mejor espectáculo del año por El burgués gentilhombre (1976, Premio Prensario (1980), Premio María Guerrero, Rugantino de Oro, Artea, Premio Iris Marga, Estrella del Mar (1981), el Pájaro de fuego de 1978 al mejor hombre de teatro y por la dirección de El conventillo de la paloma, Premio Show Fantástico de Canal 7 de 1980, y Premio Konex como una de las cinco mejores figuras de la historia del espectáculo argentino durante las últimas dos décadas.

## Filmografía
- Historias de Cronopios y de Famas) (2013) (voz)